# 森特皮德冰原島峰
77°45′S 166°54′E / 77.750°S 166.900°E
森特皮德冰原島峰（英語：Centipede Nunatak），是南極洲的冰原島峰，位於羅斯島，處於福特岩西北面1.5公里的哈特角半島中部，長0.6公里，現時由南極條約體系管理。